# Milena Rudnytska
Milena Rudnytska (ukrainska: Мілена Рудницька), född den 15 juli 1892, död den 29 mars 1976, var en ukrainsk journalist, politiker och aktivist.
Milena föddes 1892 i Zboriv i Galizien. Hon studerade vid universitetet i Lviv. Efter examen därifrån undervisade hon på en gymnasieskola och sedan även på Lvivs högre kurser för pedagogik mellan 1921 och 1928. Under mellankrigstiden kom hon att bli en av Västra Ukrainas mest framträdande aktivister inom kvinnorörelsen. Under 1920-talet satt hon i styrelsen för Ukrainska kvinnoförbundet och från 1929 fram till 1938 var hon dess ordförande. 1934 anordnade hon Ukrainas första kvinnokongress, som hölls i Stanyslaviv (dagens Ivano-Frankivsk).
Hon var med och grundade Ukrainska nationaldemokratiska alliansen och valdes in polska sejm 1928 och 1930, där hon satt i utbildnings- och utrikesutskotten. Hon representerade även det ukrainska parlamentet gentemot Nationernas förbund, dit hon skickade petitioner och uppmaningar. Två frågor som hon drev i Nationernas Förbund var det polska förtrycket av den ukrainska befolkningen i Galizien (som var en del av Polen), och svältkatastrofen i Ukrainska SSR 1932-33.